# John V. L. Pruyn

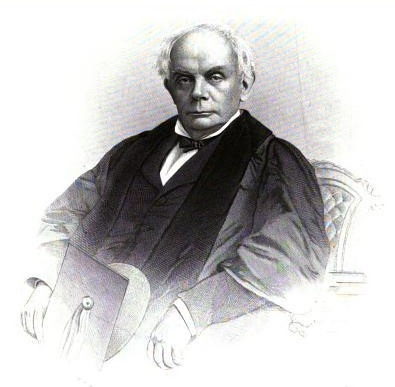
John Van Schaick Lansing Pruyn

John Van Schaick Lansing Pruyn (* 22. Juni 1811 in Albany, New York; † 21. November 1877 in Clifton Springs, New York) war ein US-amerikanischer Jurist und Politiker. Er vertrat zwischen 1863 und 1865 sowie zwischen 1867 und 1869 den Bundesstaat New York im US-Repräsentantenhaus.

## Werdegang
John Van Schaick Lansing Pruyn  wurde ungefähr ein Jahr vor dem Ausbruch des Britisch-Amerikanischen Krieges in Albany geboren und wuchs dort auf. Er verfolgte klassische Altertumswissenschaften und graduierte 1826 an der Albany Academy. Pruyn studierte Jura. Nach dem Erhalt seiner Zulassung als Anwalt begann er 1832 in Albany zu praktizieren. Er hielt mehrere lokale Ämter. 1844 wurde er zum Regent an der University of the State of New York ernannt. Im Jahr 1854 kandidierte er erfolglos für den 34. Kongress. Er saß 1861 im Senat von New York. Politisch gehörte er der Demokratischen Partei an.
Er wurde in einer Nachwahl am 7. Dezember 1863 im 14. Wahlbezirk von New York in das US-Repräsentantenhaus in Washington, D.C. gewählt, um dort die Vakanz zu füllen, die durch den Rücktritt von Erastus Corning entstand. Am 3. März 1865 schied er aus dem Kongress aus. Bei den Kongresswahlen des Jahres 1866 für den 40. Kongress wurde er in das US-Repräsentantenhaus wiedergewählt, wo er am 4. März 1867 die Nachfolge von Charles Goodyear antrat. Da er auf eine erneute Kandidatur im Jahr 1868 verzichtete, schied er nach dem 3. März 1869 aus dem Kongress aus.
Nach seiner Kongresszeit ging er in Albany wieder seiner Tätigkeit als Anwalt nach. 1868 wurde er Kanzler (chancellor) an der University of State of New York – eine Stellung, die er bis zu seinem Tod innehatte. Er verstarb am 21. November 1877 in Clifton Springs im Ontario County. Sein Leichnam wurde dann auf dem Albany Rural Cemetery in Albany beigesetzt.

## Familie
Am 22. Oktober 1840 heiratete er Harriet Corning Turner (1822–1859), Nichte von Erastus Corning. Das Paar hatte sechs gemeinsame Kinder:
- Erastus Corning Pruyn (1841–1881)
- Harriet Catherine Pruyn (* 1842)
- Mary Weld Pruyn (1843–1844)
- Harriet Corning Pruyn (1845–1847)
- Harriet Catharine Pruyn (1849–1858)
- John Van Schaick Lansing Pruyn (1859–1904)

Nach dem Tod seiner ersten Ehefrau heiratete er Anna Fenn Parker (1840–1909), Tochter von Amasa J. Parker. Das Paar hatte zwei Töchter:
- Harriet Langdon Pruyn (1868–1939)
- Huybertie Lansing Pruyn (1873–1964)